# Комплекс дальней космической связи в Канберре
Комплекс дальней космической связи в Канберре (CDSCC) — антенная система в Австралии, расположенная к юго-западу от столицы Канберра, в долине реки Меррамбиджи на краю заповедника Тидбинбилла. Комплекс открыт в марте 1965 года. Администрировался консорциумом компаний в составе австралийских филиалов Hawker Siddeley Group, Elliott Automation, Associated Electrical Industries по контракту с НАСА, заключенному в мае 1963 года.
Обсерватория имеет самый большой в южном полушарии полноповоротный радиотелескоп, он же один из крупнейших в мире. Антенна является частью сети дальней космической связи НАСА — глобальной сети радиоантенн, которая используется Лабораторией реактивного движения НАСА для управления космическими аппаратами и спутниками, а также для радио- и радиолокационных исследований.
Комплекс состоит:
- DSS-34 — построенная в 1997 году параболическая антенна диаметром 34 метра.
- DSS-43 — полноповоротная параболическая антенна, главный инструмент обсерватории, построена в 1976 году, первоначальный диаметр 64 метра. В 1987 году диаметр антенны был увеличен с 64 до 70 метров, чтобы обеспечить лучший приём данных от «Вояджер 2» при прохождении планеты Нептун.
- DSS-45 — параболическая антенна диаметром 34 метров, построена в 1986 году.
- DSS-46 — является бывшей параболической антенной станции слежения в Ханисакл Крик (Honeysuckle Creek Tracking Station), построена в 1967 году, перенесена сюда в 1981 году.
- DSS-49 — параболическая антенна диаметром 64 метра в обсерватории Паркса.